# بيوتي كلينك
بيوتي كلينك هو مسلسل سعودي كوميدي، تدور أحداث العمل حول مركز تجميل يجمع مجموعة من الأطباء السعوديين المتخصصين في جراحة التجميل، ثم ينشأ بينهم صراعات تنوعت بين الغيرة والحب والمنافسة والمكائد في إطار كوميدي من خلال حلقات متصلة منفصلة من خلال ضيوف في كل حلقة، والعمل من تأليف ورشة كتابة مكونة من أحمد أبو زيد توفيق، وإبراهيم ربيع، وشادي أسعد، وحمدي التايه تحت إشراف السيناريست أمين جمال ومشرف المحتوى فاروق الشعيبي ومن إخراج تامر بسيوني.

## طاقم التمثيل
- فيصل العمري
- نيرمين محسن
- ميلا الزهراني
- احمد شعيب
- إيمان الغربي
- لمار
- رانا الشافعي
- هبة حسن
- أميرة الشريف
- طارق جلال
- حامد مرزوق
- حمادة بركات
- منة بدر تيسير
- عفاف مصطفى
- سامية الطرابلسي
- يسرا المسعودي
- سارة نخلة
- جويس أبو جودة
- سارة العلي
- كنزة بو هلال